# Hans Bitterlich

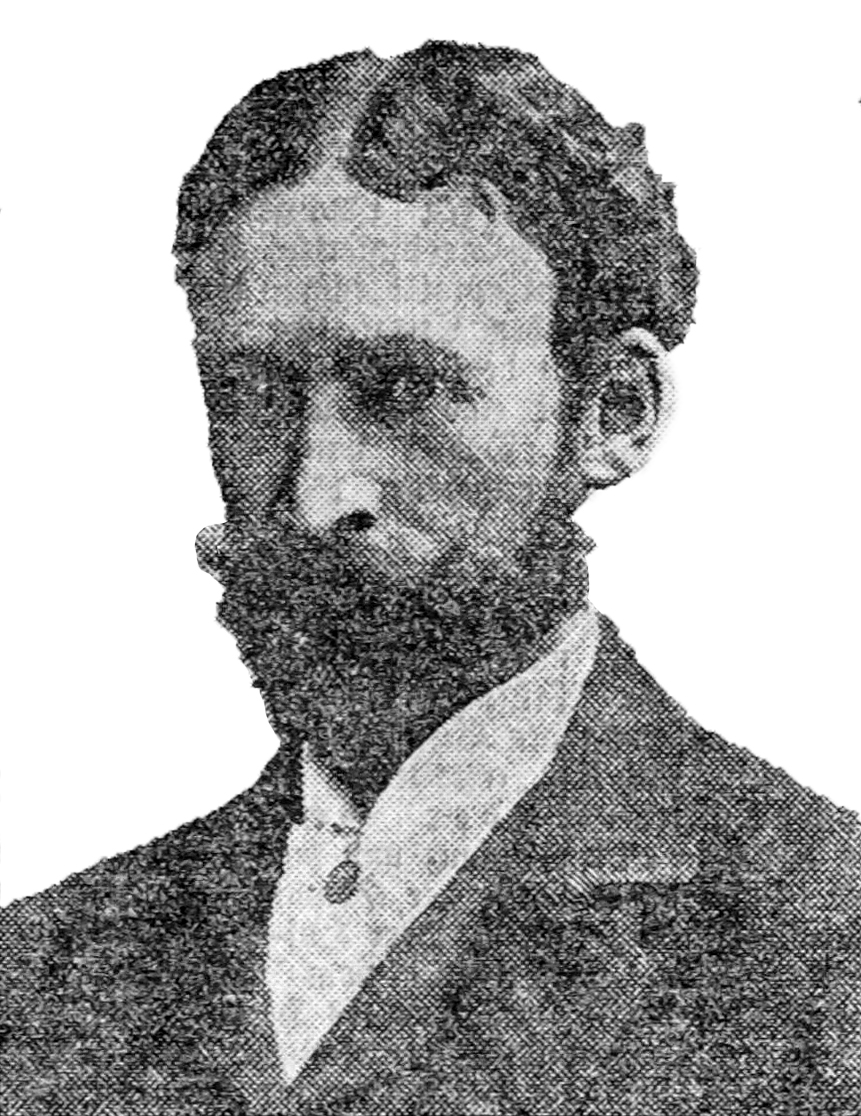
Hans Bitterlich (vor 1904)

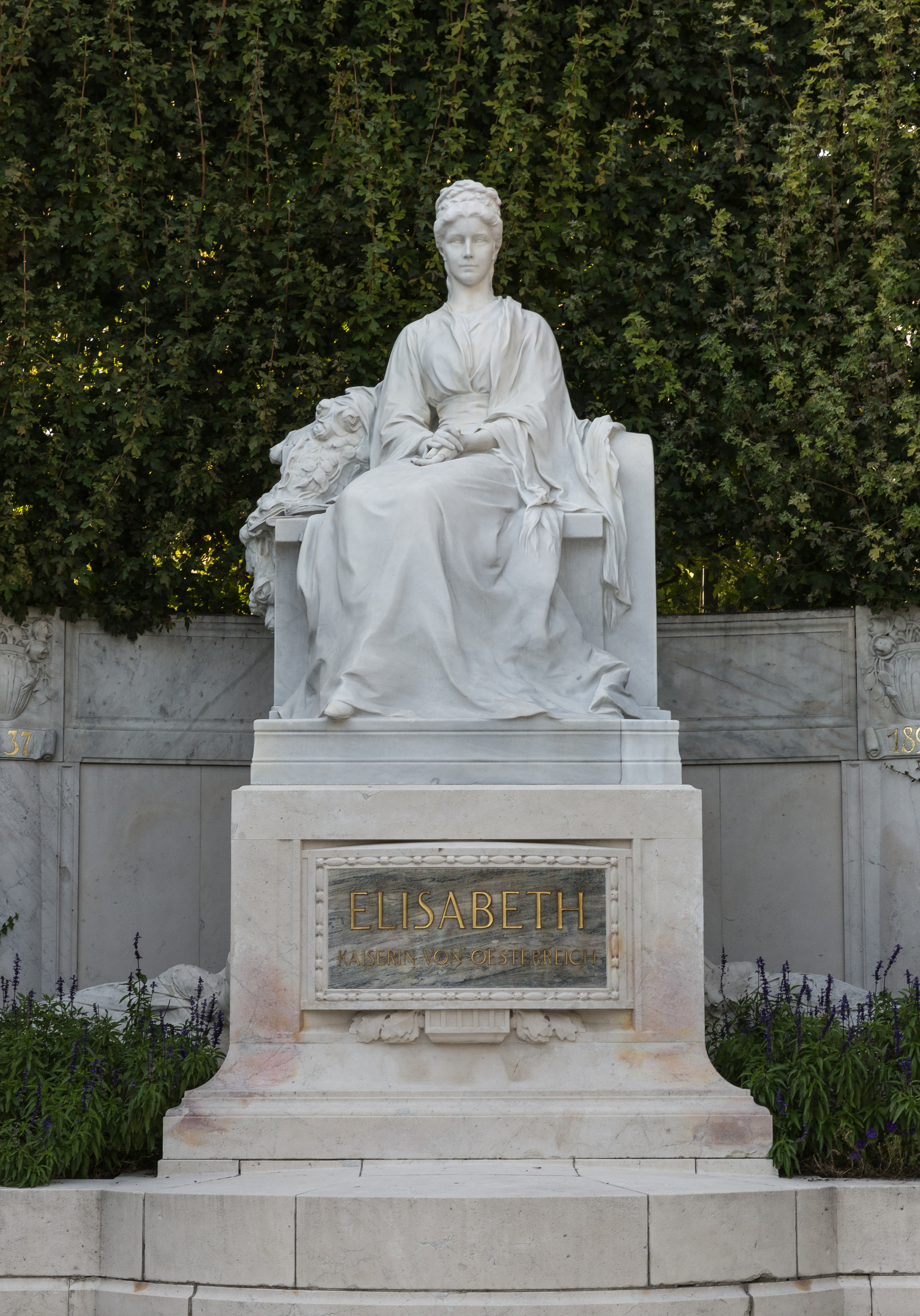
Kaiserin-Elisabeth-Denkmal, Wien, Volksgarten

Johann „Hans“ Bitterlich (* 28. April 1860 in Wien, Kaisertum Österreich; † 5. August 1949 ebenda) war ein österreichischer Bildhauer.

## Leben
Der Sohn des Bildhauers und Historienmalers Eduard Bitterlich studierte bei Edmund Hellmer und Kaspar von Zumbusch und war 1901 bis 1931 selbst Professor an der Akademie der bildenden Künste in Wien. Zu seinen bekanntesten Werken zählen das Gutenberg-Denkmal am Lugeck (1900) sowie, für den von Friedrich Ohmann entworfenen architektonischen Rahmen, das Denkmal für Kaiserin Elisabeth im Volksgarten (1904–1907). 1943 wurde Bitterlich mit der Goethe-Medaille für Kunst und Wissenschaft ausgezeichnet. Er wurde auf der Gottbegnadeten-Liste von Goebbels als wichtiger Künstler des NS-Staates aufgeführt.
Seit 1929 erinnert die Bitterlichstraße in Favoriten sowohl an Hans Bitterlich als auch an seinen Vater.
Er wurde am Wiener Zentralfriedhof in einem ehrenhalber gewidmeten Grab bestattet.